# Perdicula manipurensis
Perdicula manipurensis là một loài chim trong họ Phasianidae.